# Chthonius paganus
Espèce
Synonymes
- Kewochthonius paganus Hoff, 1961

Chthonius paganus est une espèce de pseudoscorpions de la famille des Chthoniidae.

## Distribution
Cette espèce est endémique du Colorado aux États-Unis,. Elle se rencontre dans le parc national de Mesa Verde dans le comté de Montezuma.

## Description
Le mâle mesure 1,21 mm et les femelles de 1,25 à 1,4 mm.

## Publication originale
- Hoff, 1961 : Pseudoscorpions from Colorado. Bulletin of the American Museum of Natural History, no 122, p. 409-464 (texte intégral).